# Sierra Leone ai Giochi della XXII Olimpiade
La Sierra Leone partecipò ai Giochi della XXII Olimpiade, svoltisi a Mosca, Unione Sovietica, dal 19 luglio al 3 agosto 1980, con una delegazione di 14 atleti impegnati in due discipline.